# Flavio
Flavio  è un nome proprio di persona italiano maschile.

## Varianti
- Femminili: Flavia[1][3]

### Varianti in altre lingue
- Asturiano: Laín[4]
- Basco: Palbi[4]
- Bulgaro: Флавий (Flavij)
- Catalano: Flavi[4]
- Croato: Flavije
- Greco moderno: Φλάβιος (Flavios)
- Latino: Flavius[1][2][5]
- Lettone: Flāvijs
- Lituano: Flavijus
- Olandese: Flavius
- Polacco: Flawiusz
- Portoghese: Flávio[2]
- Rumeno: Flaviu[2]
- Russo: Флавий (Flavij)
- Serbo: Флавије (Flavije)
- Sloveno: Flavij
- Spagnolo: Flavio[2][4]
- Ucraino: Фла́вій (Flavij)
- Ungherese: Fláviusz

## Origine e diffusione
Continua il nomen romano Flavius, proprio della gens Flavia e portato dagli imperatori, Vespasiano, Tito, Domiziano, e poi ripreso come praenomen da altri imperatori, come Costantino e Flavio Claudio Giuliano. Etimologicamente parlando, è basato sul termine latino flavus, "dorato", "biondo", avendo quindi significato analogo a nomi quali Biondo e Xanto; occasionalmente viene ricondotto anche a flumen, "fiume", quindi "fluviale".
Il nome Flaviano è un patronimico di Flavio.

## Onomastico
L'onomastico si può festeggiare in memoria di più santi, alle date seguenti:
- 24 marzo, san Flavio, vescovo di Brescia[6]
- 7 maggio, san Flavio, martire a Nicomedia con altri compagni[6][7]
- 22 giugno, san Flavio Clemente, console, zio di santa Flavia Domitilla, martire a Roma sotto Domiziano[3][6][7]
- 12 agosto, beato Flavio Argüeso Gonzalez, religioso dei Fatebenefratelli, martire a Valmoran[7]

## Persone
- Flavio Ezio, militare romano
- Flavio Andò, attore teatrale italiano
- Flavio Aquilone, doppiatore italiano
- Flavio Baracchini, aviatore italiano
- Flavio Biondo, storico e umanista italiano
- Flavio Briatore, imprenditore italiano
- Flavio Bucci, attore, doppiatore e produttore cinematografico italiano
- Flavio Chigi, cardinale e arcivescovo cattolico italiano
- Flavio Insinna, attore e conduttore televisivo italiano
- Flavio Pagano, scrittore e giornalista italiano
- Flavio Parenti, attore e regista francese
- Flavio Rodeghiero, politico italiano
- Flavio Roma, calciatore italiano
- Flavio Zanonato, politico italiano

### Variante Flávio
- Flávio Amado, meglio noto come Flávio, calciatore angolano
- Flávio Conceição, calciatore brasiliano
- Flávio Costa, calciatore e allenatore di calcio brasiliano
- Flávio Ferreira, calciatore portoghese
- Flávio Galvão, attore e doppiatore brasiliano
- Flávio Minuano, calciatore brasiliano
- Flávio Paixão, calciatore portoghese
- Flávio Saretta, tennista brasiliano
- Flávio Viana, giocatore di calcio a 5 brasiliano

### Altre varianti
- Flavius Domide, calciatore rumeno
- Flavius Koczi, ginnasta rumeno

## Il nome nelle arti
- Nella commedia dell'arte, la maschera di Flavio e Flavia appartiene alla fitta schiera degli Innamorati, caratterizzata da fascino e buona cultura letteraria.
- Il vero nome del Colosseo è "Anfiteatro Flavio", poiché venne costruito dalla prima dinastia Flavia.
- Flavio Anceschi è un personaggio della serie televisiva Don Matteo.
- Flavio Mangano è un personaggio della serie televisiva Il restauratore.